# Saison 2014 de l'équipe cycliste UnitedHealthcare
La saison 2014 de l'équipe cycliste UnitedHealthcare est la treizième de l'équipe dirigée par Thierry Atias.

## Préparation de la saison 2014

### Arrivées et départs
| Arrivées         | Équipe 2013                                |
| ---------------- | ------------------------------------------ |
| Isaac Bolívar    | Aguardiente Antioqueño-Lotería de Medellín |
| Ken Hanson       | Optum-Kelly Benefit Strategies             |
| Martijn Maaskant | Garmin-Sharp                               |

| Départs        | Équipe 2014   |
| -------------- | ------------- |
| Philip Deignan | Sky           |
| Jake Keough    | 5-Hour Energy |

## Coureurs et encadrement technique

### Effectif
| Cycliste           | Date de naissance  | Nationalité | Équipe 2013                                |
| ------------------ | ------------------ | ----------- | ------------------------------------------ |
| Carlos Alzate      | 23 mars 1983       | Colombie    | UnitedHealthcare                           |
| Alessandro Bazzana | 16 juillet 1984    | Italie      | UnitedHealthcare                           |
| Isaac Bolívar      | 9 mai 1991         | Colombie    | Aguardiente Antioqueño-Lotería de Medellín |
| Hilton Clarke      | 11 juillet 1979    | Australie   | UnitedHealthcare                           |
| Jonathan Clarke    | 18 décembre 1984   | Australie   | UnitedHealthcare                           |
| Benjamin Day       | 11 décembre 1978   | Australie   | UnitedHealthcare                           |
| Marc de Maar       | 15 février 1984    | Pays-Bas    | UnitedHealthcare                           |
| Lucas Euser        | 5 décembre 1983    | États-Unis  | UnitedHealthcare                           |
| Robert Förster     | 27 janvier 1978    | Allemagne   | UnitedHealthcare                           |
| Davide Frattini    | 6 août 1978        | Italie      | UnitedHealthcare                           |
| Ken Hanson         | 14 avril 1982      | États-Unis  | Optum-Kelly Benefit Strategies             |
| Adrian Hegyvary    | 5 janvier 1984     | États-Unis  | UnitedHealthcare                           |
| Aldo Ino Ilešič    | 1er septembre 1984 | Slovénie    | UnitedHealthcare                           |
| Martyn Irvine      | 6 juin 1985        | Irlande     | UnitedHealthcare                           |
| Christopher Jones  | 6 août 1979        | États-Unis  | UnitedHealthcare                           |
| Luke Keough        | 10 août 1991       | États-Unis  | UnitedHealthcare                           |
| Jeff Louder        | 8 décembre 1977    | États-Unis  | UnitedHealthcare                           |
| Martijn Maaskant   | 27 juillet 1983    | Pays-Bas    | Garmin-Sharp                               |
| Karl Menzies       | 17 juin 1977       | Australie   | UnitedHealthcare                           |
| John Murphy        | 15 décembre 1984   | États-Unis  | UnitedHealthcare                           |
| Kiel Reijnen       | 1er juin 1986      | États-Unis  | UnitedHealthcare                           |
| Daniel Summerhill  | 13 février 1989    | États-Unis  | UnitedHealthcare                           |
| Bradley White      | 15 janvier 1982    | États-Unis  | UnitedHealthcare                           |
| Stagiaire          | Date de naissance  | Nationalité | Équipe 2014                                |
| Federico Zurlo     | 25 février 1994    | Italie      | Zalf Euromobil Désirée Fior                |

Portraits
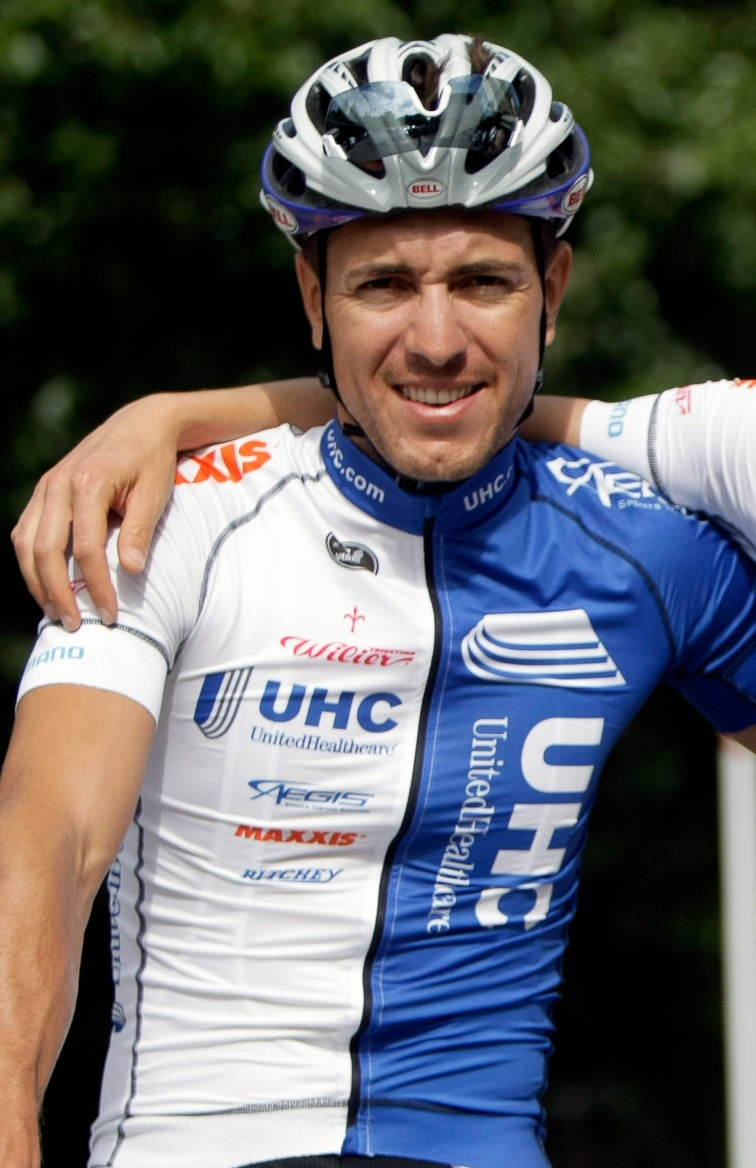
Carlos Alzate.
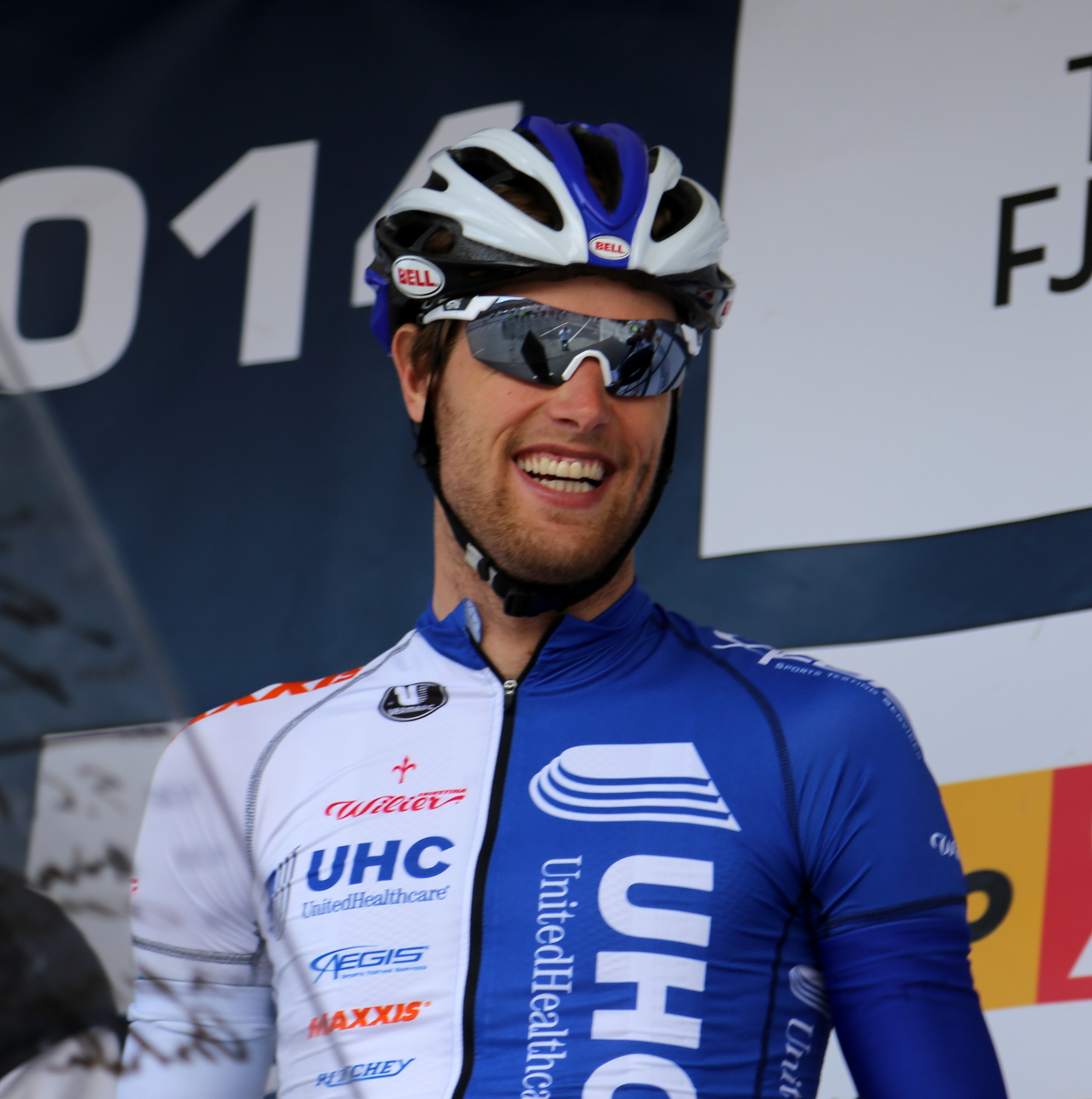
Marc de Maar.
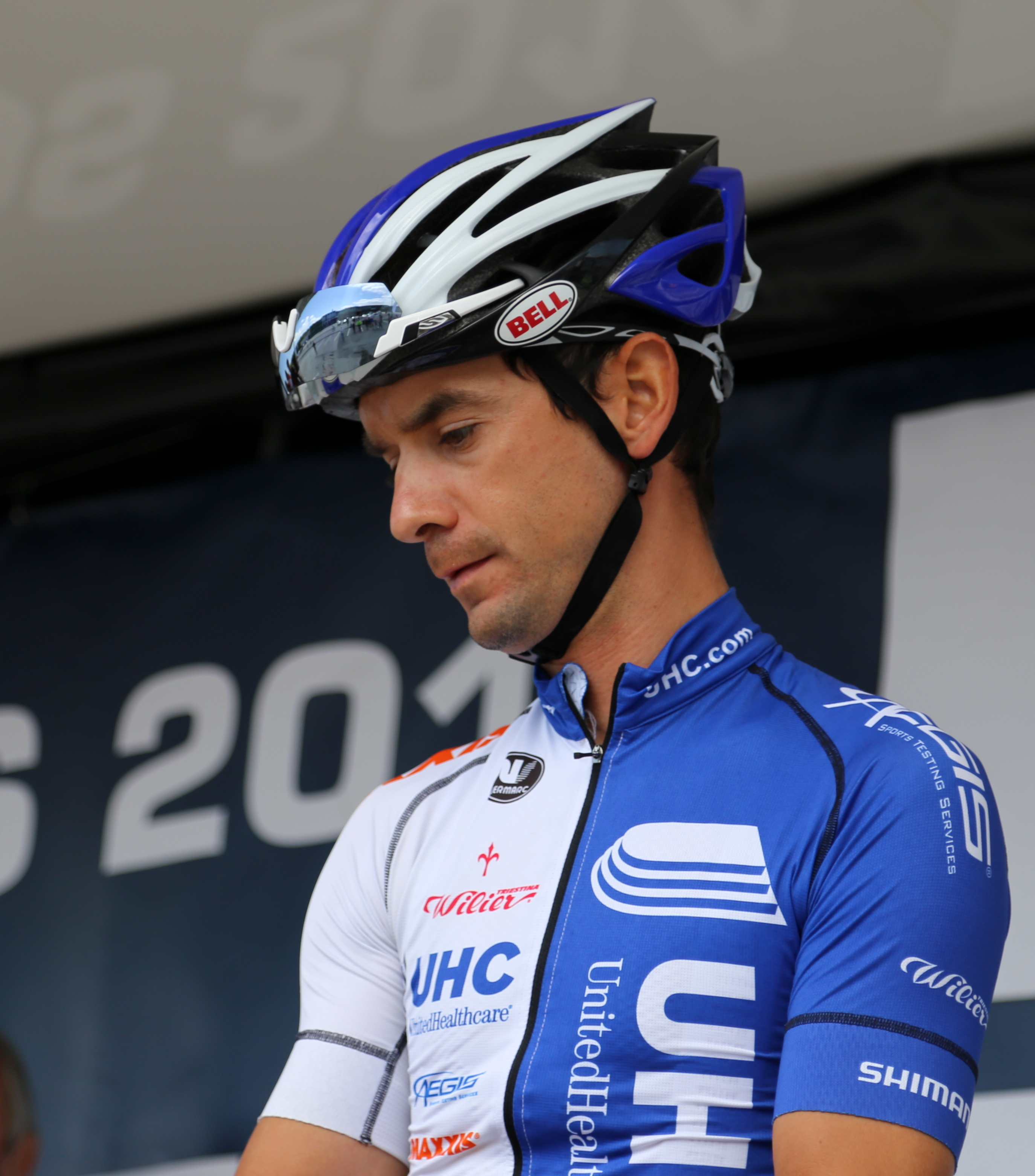
Davide Frattini.

## Bilan de la saison

### Victoires
| Date       | Course                        | Pays           | Classe | Vainqueur     |
| ---------- | ----------------------------- | -------------- | ------ | ------------- |
| 03/03/2014 | 5e étape du Tour de Langkawi  | Malaisie       | 2.HC   | Bradley White |
| 09/03/2014 | 1re étape du Tour de Taïwan   | Taipei chinois | 2.1    | Luke Keough   |
| 22/05/2014 | 2e étape du Tour de Norvège   | Norvège        | 2.HC   | Marc de Maar  |
| 01/06/2014 | Philadelphia Cycling Classic  | États-Unis     | 1.1    | Kiel Reijnen  |
| 18/08/2014 | 1re étape du Tour du Colorado | États-Unis     | 2.HC   | Kiel Reijnen  |

### Résultats sur les courses majeures
Les tableaux suivants représentent les résultats de l'équipe dans les principales courses du calendrier international dans lesquelles l'équipe bénéficie d'une invitation (deux des cinq classiques majeures). Pour chaque épreuve est indiqué le meilleur coureur de l'équipe, son classement ainsi que les accessits glanés par UnitedHealthcare sur les courses de trois semaines.

#### Classiques
| Classique            | Milan-San Remo         | Tour des Flandres | Paris-Roubaix          | Liège-Bastogne-Liège | Tour de Lombardie |
| -------------------- | ---------------------- | ----------------- | ---------------------- | -------------------- | ----------------- |
| Coureur (classement) | Martijn Maaskant (38e) | Non invitée       | Martijn Maaskant (81e) | Non invitée          | Non invitée       |

#### Grands tours
| Grand tour           | Tour d'Italie | Tour de France | Tour d'Espagne |
| -------------------- | ------------- | -------------- | -------------- |
| Coureur (classement) | Non invitée   | Non invitée    | Non invitée    |
| Accessits            | -             | -              | -              |

### Classements UCI

#### UCI America Tour
L'équipe UnitedHealthcare termine à la 6e place de l'America Tour avec 239 points. Ce total est obtenu par l'addition des points des huit meilleurs coureurs de l'équipe au classement individuel,.
| Rang | Coureur            | Points |
| ---- | ------------------ | ------ |
| 4    | Kiel Reijnen       | 158    |
| 146  | Christopher Jones  | 19     |
| 155  | Marc de Maar       | 18     |
| 176  | Daniel Summerhill  | 16     |
| 196  | Alessandro Bazzana | 12     |
| 342  | Benjamin Day       | 6      |
| 357  | Jonathan Clarke    | 5      |
| 357  | Ken Hanson         | 5      |
| 382  | Robert Förster     | 4      |
| 382  | Lucas Euser        | 4      |

#### UCI Asia Tour
L'équipe UnitedHealthcare termine à la 18e place de l'Asia Tour avec 217 points. Ce total est obtenu par l'addition des points des huit meilleurs coureurs de l'équipe au classement individuel,.
| Rang | Coureur           | Points |
| ---- | ----------------- | ------ |
| 48   | Robert Förster    | 71     |
| 81   | Isaac Bolívar     | 48     |
| 154  | Luke Keough       | 24     |
| 169  | Bradley White     | 20     |
| 186  | Daniel Summerhill | 17     |
| 207  | Carlos Alzate     | 15     |
| 226  | Ken Hanson        | 13     |
| 292  | John Murphy       | 9      |
| 312  | Jonathan Clarke   | 8      |

#### UCI Europe Tour
L'équipe UnitedHealthcare termine à la 48e place de l'Europe Tour avec 230 points. Ce total est obtenu par l'addition des points des huit meilleurs coureurs de l'équipe au classement individuel, cependant seuls cinq coureurs sont classés,.
| Rang  | Coureur            | Points |
| ----- | ------------------ | ------ |
| 77    | Marc de Maar       | 141    |
| 183   | Alessandro Bazzana | 74     |
| 844   | Aldo Ino Ilešič    | 8      |
| 941   | Ken Hanson         | 5      |
| 1 040 | Martyn Irvine      | 2      |

#### UCI Oceania Tour
L'équipe UnitedHealthcare termine à la 10e place de l'Oceania Tour avec 5 points. Ce total est obtenu par l'addition des points des huit meilleurs coureurs de l'équipe au classement individuel, cependant seul un coureur est classé,.
| Rang | Coureur      | Points |
| ---- | ------------ | ------ |
| 43   | Karl Menzies | 5      |